# Edithvale
Edithvale är en del av en befolkad plats i Australien. Den ligger i kommunen Kingston och delstaten Victoria, omkring 28 kilometer sydost om delstatshuvudstaden Melbourne.
Runt Edithvale är det mycket tätbefolkat, med 1 463 invånare per kvadratkilometer.. Närmaste större samhälle är Keysborough, nära Edithvale. 
Trakten runt Edithvale består till största delen av jordbruksmark. Genomsnittlig årsnederbörd är 1 251 millimeter. Den regnigaste månaden är maj, med i genomsnitt 154 mm nederbörd, och den torraste är januari, med 51 mm nederbörd.